# 三浦三崎の戦い
三浦三崎の戦い（みうらみさきのたたかい）とは北条氏康と里見義堯の戦いである。
弘治2年（1556年）、久留里城の里見義堯は上総地方への勢力拡大を図っていた。北条氏康はそんな義堯に対する攻勢を強めていた。義堯は、正木時茂や土岐頼定らを含む5000人以上の軍勢を率い、数十艘の軍船を駆使して三浦沖まで進軍。城ヶ島に陣を構える北条税の軍と激突した。
この海戦で里見軍は城ヶ島への上陸に成功したものの、三浦半島全体の制圧には至らなかった。結果として、里見軍は上総への撤退を余儀なくされた。